# Острови Святої Єлени, Вознесіння і Тристан-да-Кунья
Острови Святої Єлени, Вознесіння та Тристан-да-Кунья (англ. Saint Helena, Ascension and Tristan da Cunha) — заморська територія Великої Британії, що складається з островів Святої Єлени і Вознесіння, а також архіпелагу Тристан-да-Кунья, розташованих у Південній Атлантиці на захід від африканського узбережжя.
До 2 вересня 2009 року заморська територія офіційно називалася Острів Святої Єлени та Території (англ. Saint Helena and Dependencies), а після набуття чинності нової конституції уже було закріплено рівний статус кожної острівної групи.

## Географія
Острів Святої Єлени — вулканічного походження. У південній його частині є кілька застиглих кратерів згаслих вулканів заввишки до 818 м. Клімат пасатний, тропічний. На підвищенні випадає до 1000 мм опадів на рік. У районі Джеймстауна — всього близько 140 мм на рік.
Острів Вознесіння — вулканічного походження — плато з погаслими кратерами, висотою до 858 м (гора Грін). Він розташований на підводному хребті. Клімат тропічний. Опадів випадає 700—1000 мм на рік.
Тристан-да-Кунья — група з чотирьох вулканічних островів. Острів Тристан-да-Кунья — найбільший — згаслий вулкан, конічної форми, висотою до 2060 м.

## Природа
На острові Святої Єлени переважають острівці луки та чагарники, де ростуть ялиці, евкаліпти, кипариси. Острів Вознесіння покритий трав'янистою рослинністю. Близько 80 видів флори островів є ендемічними (див. Список ендемічної флори Островів Святої Єлени, Вознесіння і Тристан-да-Кунья).

## Населення
Загальне населення всіх островів за переписом 2008 року — 5661 особа. На острові Святої Єлени проживає 4255 осіб, а на островах Тристан-да-Кунья — 284 мешканці. Острів Вознесіння не має постійного населення, там живуть тільки службовці й військові із сім'ями: 1122 особи жителі острова Святої Єлени, 200 осіб із Великої Британії і 150 осіб із США. Етнічний склад: сентленці — нащадки англійських, голландських, португальських переселенців, індійців, африканців, а також китайці.

## Адміністративний поділ території
Адміністративно (і географічно) територія поділяється на три частини, кожна з яких управляється місцевим виборчим зібранням — радою. Губернатор території керує Законодавчою Радою острова Св. Олени, а на островах Вознесіння та Тристан-да-Кунья керують його посланці-адміністратори, які й очолюють Ради цих островів.
| Group                                | Type                | Площа (км²) | Площа у кв. милях (sq mi) | Населення | Столиця                                           |
| ------------------------------------ | ------------------- | ----------- | ------------------------- | --------- | ------------------------------------------------- |
| Острів Святої Єлени (Saint Helena)   | administrative area | 122         | 47                        | 3,751     | Джеймстаун (Jamestown)                            |
| Острів Вознесіння (Ascension Island) | dependency          | 88          | 34                        | 1,122     | Джорджтаун (Georgetown)                           |
| Тристан-да-Кунья (Tristan da Cunha)  | dependency          | 200         | 77                        | 284       | Единбург Семи Морів (Edinburgh of the Seven Seas) |
| Загалом                              | Загалом             | 410         | 158                       | 6,563     | Джеймстаун (Jamestown)                            |

## Економіка островів
Економіка, значною мірою, залежить від фінансової допомоги Великої Британії, яка у 2007 році склала майже 27 млн $, або 70 % державного річного бюджету. Місцеве населення зазвичай рибалить, розводить домашню худобу і продає вироби кустарних промислів. Робочих місць дуже мало, тому 25 % населення виїжджають у пошуках роботи на острів Вознесіння, Фолклендські острови і до Великої Британії. За даними на 1998 рік за кордоном працювало понад 1200 осіб.
На островах вирощують каву, зернові, картоплю, овочі та розводять худобу. Вилов риби є головним промислом території, але окрім риби на островах Тристан-да-Кунья добувають ще й омарів.
Експорт: льон.
Імпорт: промислові товари, паливо.
Основні торговельні партнери: Велика Британія і ПАР.